# Roman Giertych
Roman Jacek Giertych (* 27. února 1971 Śrem) je polský politik. V současnosti je nestranickým poslancem liberální Občanské platformy, ačkoliv dříve byl hlasitým zastáncem konzervativních hodnot. 
Obnovil sdružení Všepolská mládež, později byl předsedou krajně pravicové ultrakatolické Ligy polských rodin, poslanec Sejmu a od května 2006 do srpna 2007 místopředseda polské vlády a ministr školství. Je znám svým názorovým posunem od krajní pravice po umírněný liberalismus. V počátku svého politického působení odmítal členství v Evropské unii, negativně se stavěl k legalizaci registrovaného partnerství či podporoval návrh na celounijní zákaz interrupcí. Po prohraných předčasných parlamentních volbách v říjnu 2007 odstoupil ze stranických funkcí a oznámil odchod z politiky. Působí jako advokát.
Od roku 2015 se začal kriticky vyjadřovat ke svým dřívějším postojům. Svůj dřívější antiunijní přístup označil za velkou chybu,[zdroj⁠?!] oznámil podpoření liberalizace interrupcí nebo registrovaných partnerství.

## Životopis
Roman Giertych pochází ze známé polské rodiny. Jeho otcem je Maciej Giertych a dědem byl Jędrzej Giertych. Vystudoval právo a historii na Univerzitě im. Adama Mickiewicze v Poznani. V roce 1989 byl hlavním iniciátorem obnovy Všepolské mládeže a v roce 2001 byl jedním z iniciátorů sloučení polských nacionalistických stran do Ligy polských rodin, jejímž předsedou se stal.
V roce 2004 se jako poslanec Sejmu stal členem vyšetřovací komise ve věci korupčního skandálu s uplácením polských politiků petrochemickou společností PKN Orlen.
V březnu 2007 navrhl zakázat potraty v celé Evropské unii. Homosexualitu označil za „úchylku od přírodních zákonů“ a varoval, že propagace homosexuality zasahuje i nejmenší děti. Jako příklad pak uvedl, že na oslavách gayů v Nizozemí tancovaly i jedenáctileté děti.
Ministr byl ostře kritizován za tyto postoje Evropským parlamentem, někteří členové různých výborů to označili za skandál.

## Ministr školství
Po vstupu LPR do vlády 5. května 2006 byl Giertych jmenován místopředsedou vlády a ministrem školství, ze kterého však bylo vyňato vysoké školství. Jmenování vyvolalo značnou kritiku především ze strany levice a liberálů. Giertych sám prohlásil, že za protesty veřejnosti, mládeže a učitelských odborů proti němu ve skutečnosti stojí Svaz demokratické levice, případně další „levičácké“ kruhy, a homosexuální/pedofilní lobby.
Ve školství se snaží prosazovat konzervativní hodnoty (katolicismus, vlastenectví, rodina, tradice). Snažil se dokonce zavést předmět zvaný vlastenecká výchova, po protestech veřejnosti pak vyčlenit dějiny Polska z hodin dějepisu do zvláštního předmětu, který by získal jednu hodinu týdně na úkor tělesné výchovy. Také zmínil plán zavést maturitu z náboženství, ale bez podrobností, jak by maturita měla vypadat – na školách se zatím náboženství vyučuje pouze formou katechismu.

### Školské reformy
Jak vidno výše, Giertych jako ministr plánoval prosadit řadu reforem zpřísňujících režim ve školství a výchovný charakter školy, avšak jeho možnosti byly původně velice omezené. Jediným větším úspěchem pro něj bylo, že prosadil, že od roku 2006/2007 mají mít všechny školní počítačové pracovny povinně nainstalovány program filtrující nevhodný obsah na internetu. U řady svých plánů musel dokonce přislíbit, že je nebude realizovat, aby neohrozil schválení a stabilitu vlády. Situace se však radikálně změnila, když v říjnu 2006 vypukl jeden z největších skandálů novodobého polského školství.
21. října 2006 spáchala sebevraždu čtrnáctiletá studentka gdaňského Gymnázia číslo 2. Smrt Ani, která si vzala život den poté, co byla před zraky celé třídy napadena a sexuálně ponižována 5 spolužáky, přičemž minimálně část akce byla nahrána na mobil, otřásla polským veřejným míněním. A stalo se tak zejména poté, když se postupně ukázalo, že násilí, kyberšikana a obtěžování studentek jsou na některých polských školách poměrně rozšířené jevy, které současné praktiky nepomáhaly vyřešit. To umožnilo Girtychovi přijít s programem nulové tolerance k násilí.
Ten přichází s posílením výchovných a represivních prvků ve školství, který by měl vyústit v rozsáhlé reformy školského systému: rozšíření pravomocí učitelů, zavedení školních uniforem a kamer do škol, zákaz mobilů na školách, vytvoření sítě zvláštních školních zařízení pro nepřizpůsobivé jedince, i v další změny, z nichž některé dříve Giertych plánoval, ovšem prosazoval by je velmi těžko. Snaha tyto změny prosadit zahájila v zemi žhavou diskuzi; zatímco liberálněji zaměření lidé odmítají zavádění represivních opatření jako populistická a někteří již vyšli demonstrovat do ulic, konzervativní Poláci, kteří žijí hlavně ve vesnických oblastech, právě liberály kritizují za neřešení současného stavu.
Giertych s pomocí výše zmíněného případu získal na svoji stranu podporu polské veřejnosti a dosáhl hladkého schválení svého programu vládou. Problematické však může být prosazování změn zákonů souvisejících s reformou v polském parlamentu.
Ministerstvo školství také pod vedením Giertycha začalo vytvářet seznamy doporučené četby pro polské základní a střední školství. Velkou vlnu kritiky rozpoutal fakt, že některé knihy klasické literatury od autorů jako Dostojevskij nebo Franz Kafka stáhlo ze seznamu doporučovaného učiteli; odůvodnilo tento krok ohrožením mravní výchovy mládeže a nevhodnými autory. Tyto knihy nahradí práce více patrioticky zaměřených autorů a slavných Poláků, mezi které se řadí například papež Jan Pavel II. Zde je ovšem nutno dodat, že dle ideje ministerstva může učitel přidat určitý počet dalších knih dle svého uvážení.